# 니시오카 겐타
니시오카 겐타(일본어: 西岡 謙太, 1987년 4월 15일 ~ )는 일본의 전 축구 선수이다.

## 구단 경력
그는 2010년부터 2019년까지 J리그의 미토 홀리호크, 가고시마 유나이티드 FC에서 활동하였다.